# Wormaldia arcopa
Wormaldia arcopa är en nattsländeart som beskrevs av Denning in Denning och Sykora 1966. Wormaldia arcopa ingår i släktet Wormaldia och familjen stengömmenattsländor. Inga underarter finns listade i Catalogue of Life.